# Ingo Broer
Ingo Broer (* 3. Februar 1943 in Plauen) ist ein deutscher römisch-katholischer Theologe und Exeget.

## Leben
Broer studierte Katholische Theologie, Psychologie und Soziologie an der Albert-Ludwigs-Universität Freiburg. An der theologischen Fakultät wurde er 1970 mit einer Arbeit über die Grablegungsgeschichte im Neuen Testament zum Dr. theol. promoviert. Nach seiner Habilitation erhielt er 1972 einen Ruf auf den Lehrstuhl „Bibelwissenschaft mit dem Schwerpunkt Neues Testament und ihre Didaktik“ an der Universität Siegen.
Broer ist Mitglied der „Studiorum Novi Testamenti Societas“ (SNTS), der internationalen Gesellschaft zur Erforschung des Neuen Testaments. Zudem ist er Mitglied des Senats der Universität Siegen und Mitveranstalter von „Forum Siegen“, das ein Round Table aller wissenschaftlichen Disziplinen bildet, und der „Mittwochsakademie“ der Universität Siegen, die publikumsoffene Vorlesungen anbietet.
Er ist Autor mehrerer Bücher zu neutestamentlichen Themen, wie der Bergpredigt. Forschungsschwerpunkte sind der Antijudaismus und das der Toleranz im Neuen Testament sowie die so genannten Einleitungsprobleme und das Matthäusevangelium. Ingo Broer arbeitet zusammen mit Rudolf Hoppe, Universität Passau, und Peter Trummer, Universität Graz, an Antiken Texten zur Umwelt des Neuen Testaments.
Broer ist Unterzeichner des Memorandums „Kirche 2011: Ein notwendiger Aufbruch“.

## Schriften
- „Freiheit vom Gesetz und Radikalisierung des Gesetzes“, Katholisches Bibelwerk 1980, ISBN 3-460-03981-7
- „Friede durch Gewaltverzicht. Vier Abhandlungen zur Friedensproblematik und Bergpredigt“, Katholisches Bibelwerk 1984, ISBN 3-460-10251-9
- „Die Seligpreisungen der Bergpredigt. Studien zu ihrer Überlieferung und Interpretation“, 1985, ISBN 3-7756-1075-8
- „Auf Hoffnung hin sind wir erlöst (Röm 8,24)“, Katholisches Bibelwerk 1987, ISBN 3-460-04281-8, zusammen mit Jürgen Werbick
- „Der Herr ist wahrhaft auferstanden (Lk 24,34)“, Katholisches Bibelwerk 1988, ISBN 3-460-04341-5, zusammen mit Jürgen Werbick
- „Der Prozeß gegen Jesus. Historische Rückfrage und theologische Deutung“, Herder 1989, ISBN 3-451-02112-9, zusammen mit Josef Blank, Joachim Gnilka, Karl Kertelge
- „Osterglaube oder Auferstehung? Diskussion mit Gerd Lüdemann“, Herder 1995, ISBN 3-451-02155-2, zusammen mit Gerd Lüdemann, Lorenz. Oberlinner, Hansjürgen. Verweyen
- „Jesus und das jüdische Gesetz“, Kohlhammer 1997, ISBN 3-17-011835-8
- „Christentum und Toleranz“, Wissenschaftliche Buchgesellschaft 1998, ISBN 3-534-12989-X, zusammen mit Richard Schlüter
- „Einleitung in das Neue Testament“, Echter 2001, ISBN 3-429-02316-5
- „Grenzgänge(r). Beiträge zu Politik, Kultur und Religion“, Universität Siegen 2004, ISBN 3-936533-14-8, zusammen mit Annette Schavan, Eva M Streier, Karl Riha, Claus Grupen, Sigrid Barlinghorst
- „Einleitung in das Neue Testament. Studienausgabe“, Echter 2006, ISBN 3-429-02846-9
- Friedrich Wilhelm Maier. In: Biographisch-Bibliographisches Kirchenlexikon (BBKL). Band 31, Bautz, Nordhausen 2010, ISBN 978-3-88309-544-8, Sp. 824–826 (Artikel/Artikelanfang im Internet-Archive).